# Castillo Nuevo de Llinars
El castillo nuevo de Llinars o Castellnou de Llinars es un castillo renacentista de la localidad de Llinars del Vallés. Su construcción está documentada entre los años 1548 y 1558 por encargo de Riambau de Corbera-Santcliment al derrumbarse el castillo del Far por el terremoto de 1448.
Es un edificio de planta cuadrada con un patio central con una elegante galería, columnas de orden toscano, y defensas angulares en los cuatro lados, de las cuales se han perdido algunos elementos. A pesar de que el casal ha experimentado una nueva distribución por su uso de vivienda particular, conserva la gran sala delantera con un notable artesonado y un friso pintado con 32 óvalos donde están representados temas de los meses del año, mitológicos, religiosos y heráldicos.
Fue declarado Bien Cultural de Interés Nacional por decreto tanto en 1949 como más tarde en 1983, y publicado en el BOE el 05-05-1949 y en el DOGC el 25-05-1983 respectivamente.